# Jamuna
Jamuna ili Jamna je veliki pritok indijske rijeke Ganges, dug 1 376 km,. I ova je rijeka, kao i Ganges, za hinduse sveta rijeka.

## Zemljopisne karakteristike
Jamuna izvire na obroncima planine Bandarpunch u masivu Himalaji, kod svetog mjesta Jamunotri u indijskoj državi Utarakand. 

Od tamo rijeka teče gotovo pravolonijski prema jugu, preko obronaka Himalaja, dok ne dođe do nizine, zatim teče uz granicu između indijskih država Utar Pradeš i Harajana. Kod Delhija se dio voda iz Jamuna prebacuje u kanal Agra. Južno od Delhija, rijeka ulazi potpuno u državu Utar Pradeš, kod grada Mathura Jamuna zavija prema jugoistoku, prolazi gradove Agra, Firozabad i Etava. Ispod Etava prima niz južnih pritoka, od kojih su najveći Čambal, Sindh, Betwa i Ken. 

Pored grada Alahabad - Jamuna uvire u rijeku Ganges, to ušće je za hinduse posebno sveto mjesto.
Jamuna ima slijev velik oko 366 223 km² koji se proteže preko cijele sjeverne Indije. To je teritorij u kom živi 57 milijuna ljudi, vode Jamune osiguravaju oko 70% potreba grada Delhija.
Brodski promet po Jamuni je slab, jer iznad Agre u ljeto rijeka liči na mali potok, jer se većina njenih voda kanalima usmjerava u polja za navodnjavanje.

## Vanjske poveznice
|  | Zajednički poslužitelj ima još gradiva o temi Jamuna |

- Yamuna River na portalu Encyclopædia Britannica (engl.)